# Zapaden Park (metropolitana di Sofia)
Zapaden Park è una stazione delle linee M1 e M4 della metropolitana di Sofia.
La stazione venne inaugurata nel 1998 in sotterranea, sotto Blvd Yoanna Queen e all'incrocio tra Boulevard Dr. P. Dertliev e  Boulevard e Louis Pasteur.

## Interscambi
Nelle vicinanze della stazione effettuano fermata alcune linee urbane di superficie, tranviarie ed automobilistiche.
- Fermata tram (linea 8)
- Fermata autobus linea 310